# Osteogeneiosus militaris
Osteogeneiosus militaris és una espècie de peix de la família dels àrids i de l'ordre dels siluriformes.

## Morfologia
- Els mascles poden assolir 35 cm de longitud total.[2][3]

## Alimentació
Menja principalment invertebrats i peixets.

## Hàbitat
És un peix demersal i de clima tropical.

## Distribució geogràfica
Es troba des del Pakistan i la costa oest de l'Índia fins a Bangladesh, Myanmar, Singapur, Malàisia, Indonèsia i Brunei.

## Interès comercial
És venut principalment fresc als mercats.